# Coșevița, Timiș
Coșevița este un sat în comuna Margina din județul Timiș, Banat, România.

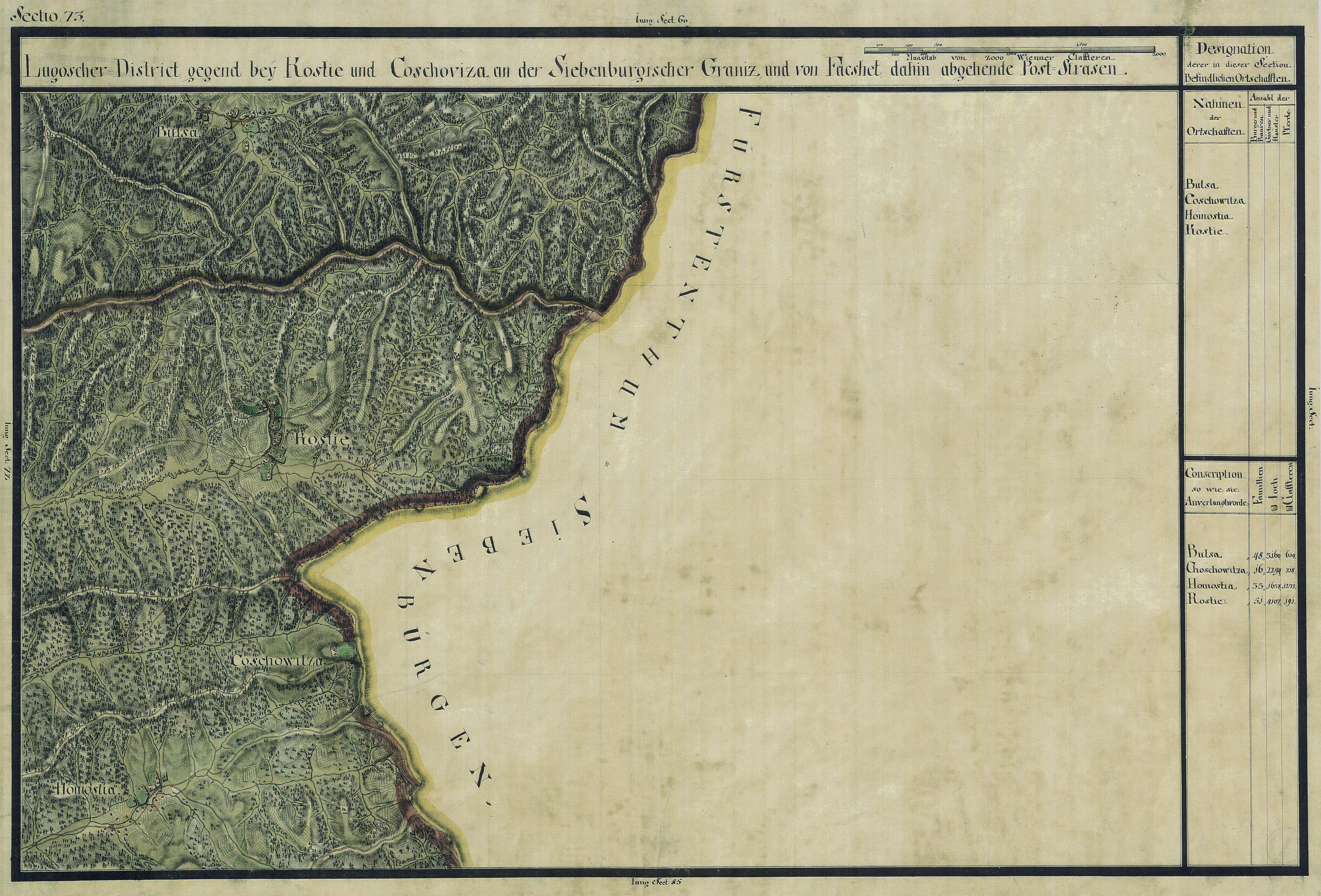
Coşeviţa în Harta Iosefină a Banatului, 1769-72

## Turism
Aici există o biserică ortodoxă din lemn construită în 1776 ce poartă hramul "Sfinții Apostoli Petru și Pavel".

## Vezi și
- Biserica de lemn din Coșevița